# أحمد عزت عبد الكريم
أحمد عزت عبد الكريم (1908م-1980م) هو مؤرخ وأستاذ جامعي مصري، وهو يُعد شيخ المؤرخين المصريين.

## التعليم
حصل أحمد عزت عبد الكريم علي الماجستير عام 1936م والدكتوراة عام 1941م. أدخل المقررات الخاصة بالتاريخ العربي الحديث إلى الجامعات المصرية وقام بتدريسها والتأليف فيها، وتولى رئاسة جامعة عين شمس، وقرر تدريس مادتين جديدتين وهما التاريخ الإجتماعي والتاريخ الإقتصادي بعد أن لأحظ أن طلاب التاريخ يقصرون كل أهتمامهم علي التاريخ السياسي، وأختير من بين المجموعة المكلفة بكتابة تاريخ ثورة 23 يوليو 1952م، وعمل أستاذًا أكاديميًا في كثير من الجامعات العربية والاجنبية.

## مؤلفاته
- ابن إياس دراسات وبحوث إشراف، القاهرة[3]
- البحر الأحمر في التاريخ والسياسة الدولية المعاصرة، القاهرة جامعة عين شمس، سمنار.
- تاريخ التعليم في مصر[4]
- خمسون عاما على ثورة 1919[5]
- دراسات في تاريخ العرب الحديث[6]
- تاريخ التعليم في مصر - الجزء الثاني: عصري عباس الأول وسعيد[7]
- أصول التاريخ الأوربي الحديث: من النهضة الأوربية إلى الثورة الفرنسية[8]

## الجوائز
- حاصل على جائزة الدولة التقديرية في العلوم الاجتماعية من المجلس الأعلى لرعاية الفنون والآداب والعلوم الاجتماعية، عام 1975.
- وكذلك على وسام الجمهورية من الطبقة الأولى من الحكومة المصرية، عام 1975.[2]